# Poiana Câmpina
Poiana Câmpina is een Roemeense gemeente in het district Prahova.
Poiana Câmpina telt 5286 inwoners.